# Sieniawa (województwo lubuskie)
Sieniawa (niem. Schönow) – wieś w Polsce, położona w województwie lubuskim, w powiecie świebodzińskim, w gminie Łagów.
| SIMC    | Nazwa                     | Rodzaj |
| ------- | ------------------------- | ------ |
| 0911517 | Sieniawa-Osiedle Górnicze | osada  |
| 0911523 | Wielopole                 | osada  |

W latach 1975–1998 miejscowość położona była w województwie zielonogórskim.

## Zabytki
Do wojewódzkiego rejestru zabytków wpisany jest:
- wieża kościelna, drewniana, z XVIII wieku
- dom nr 6, szachulcowy, z XVIII wieku.

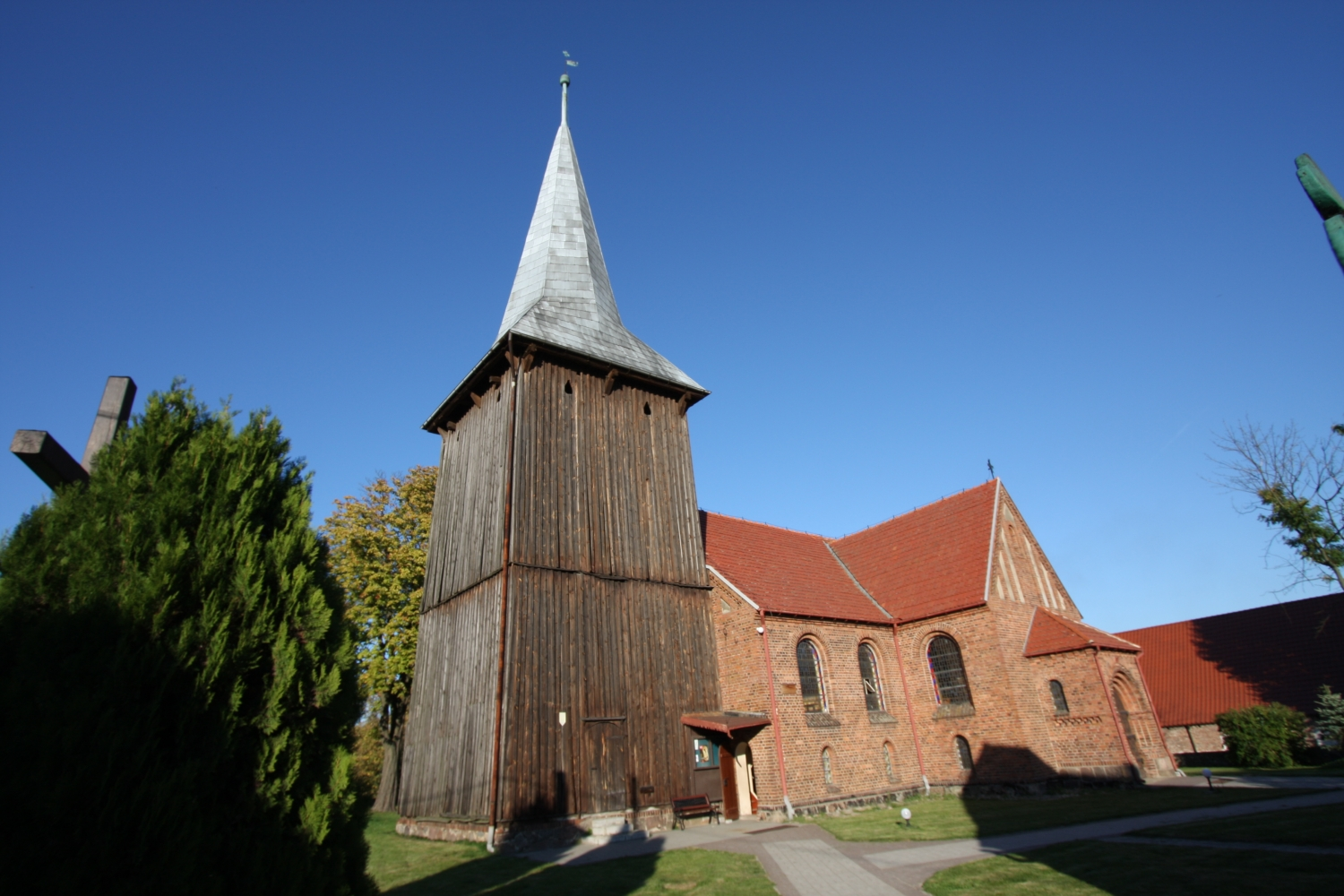
Kościół z zabytkową wieżą

## Kopalnia
W Sieniawie funkcjonuje niewielka kopalnia węgla brunatnego, która jako jedna z niewielu w Polsce eksploatowała swe złoża metodą podziemną i jedna z najdłużej eksploatowanych na ziemiach polskich (od 1873). Zniszczona w czasie II wojny światowej podjęła pracę w roku 1950 osiągając maksymalne wydobycie 209,1 tys. ton w roku 1983. Po przekształceniach ustrojowych w Polsce zdecydowano w 1997 o likwidacji państwowej kopalni. W październiku 2002 działalność wydobywczą rozpoczęła tu nowa, komercyjna firma górnicza, zmieniając jednak sposób wydobycia węgla na odkrywkowy. W konsekwencji czego w miejscu odkrywki powstaje wyrobisko o głębokości do 40 m i docelowej powierzchni 12,5 ha.

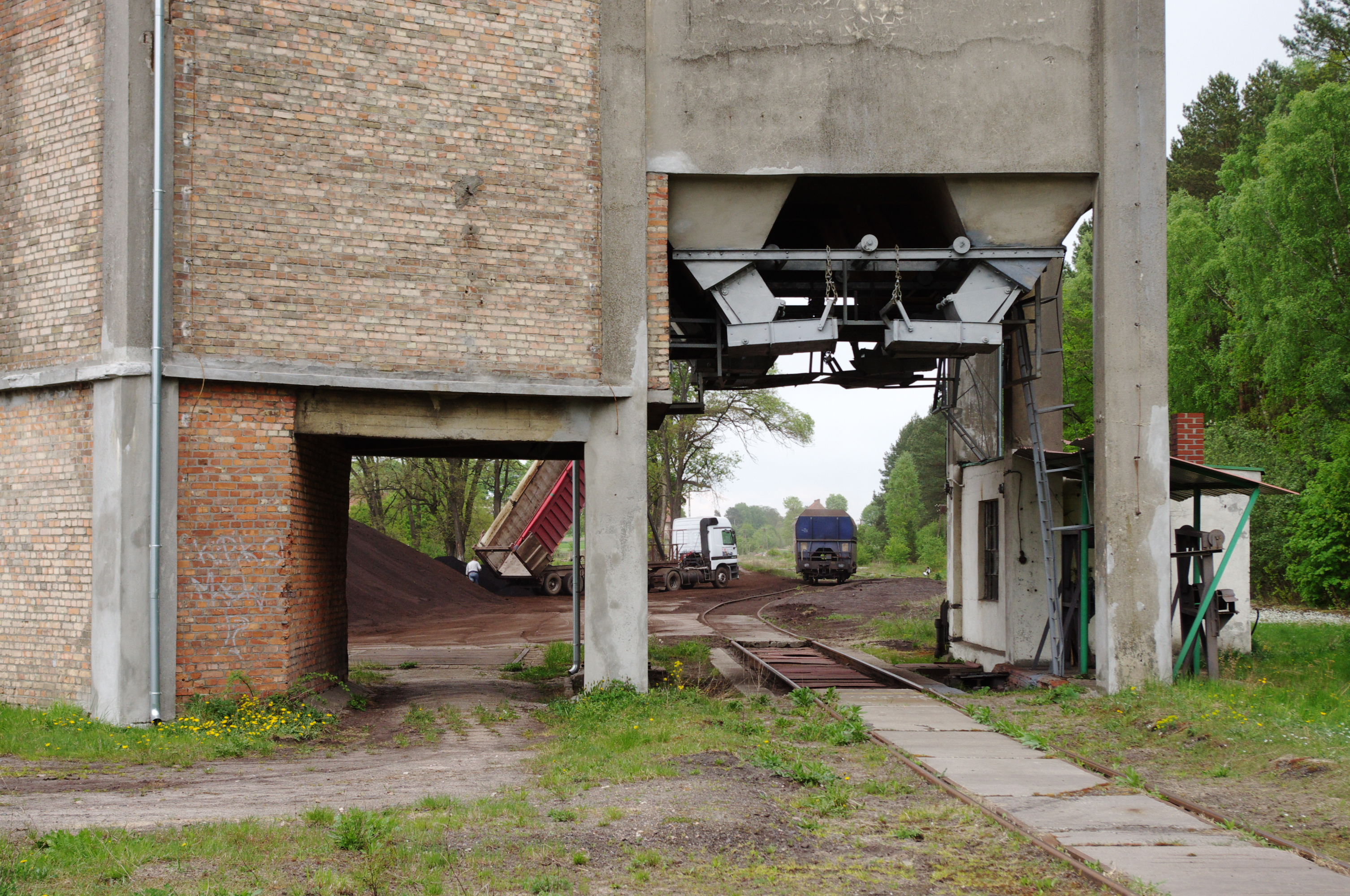